# Докуване
Докуване – престоя на съд в док за провеждане на оглед, боядисване на подводната част и извършването на ремонтно-профилактически работи. Поставянето на съда може да бъде на килблоци, клетки и смесено (характерно за много от военните кораби).

## Докуване
Това е съвокупност от действия за поддържането на съда (кораба) и всички негови елементи и механизми в експлоатационна готовност и/или за освидетелстване в сухи и плаващи докове, на съдоподемници, в елинги или на откритите площадки на съдоремонтните и съдостроителните заводи. Поставянето се осъществява с помощта на брегови или плаващи съдоподемни съоръжения (механизми), наклонени слипове, вертикални съдоподемници. Правилата и етапите за провеждане на докуването са строго регламентирани от инструкциите в „Правилник за ремонт на съдовете“.

### Етапи на докуването
1. подготовка на съда и съдоподемния механизъм;
2. подвеждане на съда към съдоподемния механизъм с буксири;
3. въвеждане и центровка над стапелното място с помощта на швартови (акостиращи) или други специални устройства;
4. поставяне на съда на стапелното място;
5. изваждане на съда от водата;
6. оглед на дъното, детайлите на винто-рулевия комплекс и дънно-забордната арматура;
7. провеждане на работи необходими за отстраняване на дефектите и забележките;
8. приемане на извършените работи от поръчителя (комисия);
9. извеждане или спускане на съда на вода;
10. подписване на актове и документация за извършените работи.

Всяка компания—корабовладелец води наблюдение на експлоатацията на съдовете от своя флот, техния ремонт и оформяне на документацията. Изходя от текущето положение, корабовладелците издават поръчки за докуване, ремонт и сроковете за тяхното изпълнение в съответствие със законите, нормативните актове, предназначението и типа на плавателния съд.

За съдове на възраст до 15 години освидетелстването на подводната част на съда может да се извърши на вода без докуване. За съдове на възраст над 15 години освидетелстването на подводната част на съда на вода не се допуска.

### Видове докуване

#### Ежегодно докуване
Задължително за пътнически, дървени и композитни съдове, а също и за съдове, опериращи в северните или тропическите райони, също така за съдовете, чиято скорост надминава 18 възела.
По време на ежегодното докуване, като правило, се прави почистване на дъното от морски организми, боядисване на подводната част, отстраняване на малки дефекти, възможно е провеждането на планов или малък ремонт.

#### Планово докуване
За всички останали типове съдове периодичното докуване се извършва веднъж на всеки 5 години. Но в течение на този период трябва да са направени поне две междинни проверки на подводната част на съда, а интервала между тях не трябва да превишава 36 месеца.
При периодичното докуване, както и при ежегодното, се извършва почистване на дъното от морски организми, боядисване на подводната част, и при необходимост планов, възстановителен или текущ ремонт осигуряващ непрекъсваемостта на плаването на съда до следващия ремонт. Заваряването на каквито и да било пукнатини на важни конструкции се произвеждат само след съгласуването им с инспекцията на Руския морски Регистър по корабоплаване.

#### Междинно докуване
Извършва се за осигуряване на междинното сертифициране на съда. Сертифицирането на съдове на възраст до 15 години може да се извърши на вода без изваждане на съда от експлоатация от инспектор на Руския морски Регистър по корабоплаване и водолази с помощта на телевизионна камера и ултразвукова апаратура.

#### Извънредно докуване
Извършва се за провеждане на аварийно-възстановителен ремонт и отстраняване на повреди предизвикани от авария, аварийно произшествие или извънредна ситуация.
Для намаляване на стойността на докуването се практикуват групови постановки на съдовете в док или се провежда докуване по вода (без пресушаване на стапелното място). Възможно е частично Докуване – частично изваждане на съда от водата за подсигуряване на достъп към обекта на сертифициране или ремонт на подводна част. Обикновено се осъществява в плаващи докове или на съдоподемници с относително малка товароподемност, а също и с помощта на кесони – осушаеми кутии с различна форма, опорния контур на които съответства на обводите на корпуса на съда.